# Меликян, Бала Григорьевич
Бала Григорьевич Меликян (Меликов) (1888 г., Шуши, Елизаветпольская губерния, Российская империя — 1935 г.) — армянский музыкант, исполнитель на таре.

## Биография
Специального музыкального образования Бала Меликян не получил, его музыкальный вкус и способности формировались в народно-музыкальной среде Шуши, под влиянием отца, уже известного тариста Григора Меликова (1859—1929). В девятнадцать лет Бала Меликян уже был известным таристом, его деятельность также была связана с музыкальными центрами Закавказья: Баку, Тифлисом и Ереваном. Будучи виртуозным таристом и прекрасным исполнителем мугамов, Бала Меликян выступал в концертах с организованными им инструментальными ансамблями (как солист и концертмейстер) в Москве и Ленинграде.